# Hưng Nguyên Nam
Hưng Nguyên Nam là một xã thuộc tỉnh Nghệ An, Việt Nam. Xã được hình thành trên cơ sở sáp nhập các xã Hưng Lĩnh, Long Xá, Thông Tân và Xuân Lam của huyện Hưng Nguyên trong đợt Sáp nhập tỉnh thành Việt Nam 2025.

## Địa lý
Xã Hưng Nguyên Nam có vị trí địa lý:
- Phía Đông giáp xã Lam Thành
- Phía Nam giáp sông Lam và tỉnh Hà Tĩnh
- Phía Tây giáp xã Thiên Nhẫn và xã Kim Liên
- Phía Bắc giáp xã Hưng Nguyên và xã Kim Liên

Xã Hưng Nguyên Nam có diện tích tự nhiên 35,77km2.

## Hành chính và tên gọi
Xã Hưng Nguyên Nam được thành lập theo Nghị quyết số 1678/NQ-UBTVQH15 của Ủy ban Thường vụ Quốc hội Việt Nam, ban hành ngày 16 tháng 6 năm 2025. Theo đó, sắp xếp toàn bộ diện tích tự nhiên, quy mô dân số của các xã Hưng Lĩnh, Long Xá, Thông Tân và Xuân Lam thuộc huyện Hưng Nguyên trước đây thành một xã mới có tên gọi là xã Hưng Nguyên Nam.
Trước đó, theo Đề án sắp xếp đơn vị hành chính cấp xã tỉnh Nghệ An, xã này là xã Hưng Nguyên 3.
Sau sắp xếp xã có diện tích tự nhiên: 35,77 km2, quy mô dân số: 36.632 người.